# رامین خسروی
رامین خسروی (انگلیسی: Ramin Khosravi؛ زاده ) یک بازیکن فوتبال اهل ایران است.